# Ligne F du tramway de Bordeaux
 (décembre 2025).
La ligne F du tramway de Bordeaux est une future ligne de tramway française devant ouvrir le 6 décembre 2025 à Bordeaux, Mérignac et Bègles, en Gironde. Sixième ligne du tramway de Bordeaux, elle reliera la station desservant l'aéroport de Bordeaux-Mérignac à celle de la gare de Bègles en passant par la gare de Bordeaux-Saint-Jean. Elle utilisera les voies des lignes A et C existantes.

Plan de la ligne.

## Histoire
La ligne F avait été proposée par Keolis dans le cadre du renouvellement de la délégation du service public de transports qui a été voté le 8 juillet 2022.
Reprenant les infrastructures existantes des lignes A et C, elle impliquait seulement la création d’un aiguillage au niveau de la Porte de Bourgogne. Cette ligne avait pour objectif de permettre aux voyageurs venant de Bègles et de la gare Saint-Jean d’aller directement à l’aéroport « en 45 minutes », sans avoir à changer de tram pour prendre la A.
Les travaux et les essais, autour de la station Porte de Bourgogne, se sont déroulés du 2 juin au 31 août 2025, impliquant une interruption partielle de la circulation des autres lignes de tramway, à l'exception de la ligne B.
La mise en service est prévue le 6 décembre 2025, après la formation de l’ensemble des conducteurs de trams aux nouveaux mouvements qui s’opéreront porte de Bourgogne.

## Schéma de la ligne

### Liste des stations
La ligne F du tramway de Bordeaux desservira les 34 stations suivantes :
|  |   |  | Stations                      | Lat/Long                    | Communes | Correspondances                                               |
|  | - |  | ----------------------------- | --------------------------- | -------- | ------------------------------------------------------------- |
|  | ■ |  | Aéroport                      | 44° 49′ 49″ N, 0° 42′ 03″ O | Mérignac | 33 39 Flex'Aéro                                               |
|  | • |  | Caroline-Aigle                | 44° 50′ 06″ N, 0° 41′ 24″ O | Mérignac | • Flex'Aéro                                                   |
|  | • |  | Cadéra-Issartier              | 44° 50′ 09″ N, 0° 40′ 56″ O | Mérignac | 26 Flex'Aéro                                                  |
|  | • |  | Parc Chemin-Long              | 44° 50′ 01″ N, 0° 40′ 04″ O | Mérignac | 26                                                            |
|  | • |  | Mérignac Soleil               | 44° 49′ 52″ N, 0° 39′ 24″ O | Mérignac | 20 26 33 34                                                   |
|  | • |  | Quatre Chemins                | 44° 49′ 57″ N, 0° 38′ 42″ O | Mérignac | • TransGironde 601                                            |
|  | • |  | Pierre Mendès-France          | 44° 49′ 49″ N, 0° 38′ 23″ O | Mérignac | • 35                                                          |
|  | • |  | Alfred de Vigny               | 44° 49′ 49″ N, 0° 38′ 02″ O | Mérignac | (T) · (A)                                                     |
|  | • |  | Fontaine d'Arlac              | 44° 49′ 36″ N, 0° 37′ 32″ O | Mérignac | • 74 78 • F42                                                 |
|  | • |  | Peychotte                     | 44° 49′ 36″ N, 0° 37′ 11″ O | Mérignac | • 74 78                                                       |
|  | • |  | François Mitterrand           | 44° 49′ 38″ N, 0° 36′ 51″ O | Mérignac | (T) · (A)                                                     |
|  | • |  | Saint-Augustin                | 44° 49′ 44″ N, 0° 36′ 37″ O | Bordeaux | • 20 73                                                       |
|  | • |  | Hôpital Pellegrin             | 44° 49′ 49″ N, 0° 36′ 16″ O | Bordeaux | • 8 20 55 73 80 • TransGironde 406 504 505 602 701 702 710    |
|  | • |  | Stade Chaban-Delmas           | 44° 49′ 54″ N, 0° 35′ 53″ O | Bordeaux | • 9                                                           |
|  | • |  | Gaviniès                      | 44° 49′ 59″ N, 0° 35′ 35″ O | Bordeaux | (T) · (A)                                                     |
|  | • |  | Hôtel de Police               | 44° 50′ 06″ N, 0° 35′ 20″ O | Bordeaux | • 4 80 86 • TransGironde 701 702 710                          |
|  | • |  | Saint-Bruno - Hôtel de Région | 44° 50′ 15″ N, 0° 35′ 21″ O | Bordeaux | • 1 70 82 86                                                  |
|  | • |  | Mériadeck                     | 44° 50′ 17″ N, 0° 35′ 03″ O | Bordeaux | • 1 16 51 70                                                  |
|  | • |  | Palais de Justice             | 44° 50′ 11″ N, 0° 34′ 54″ O | Bordeaux | • 1 4 5 15 16 23 80 83                                        |
|  | • |  | Hôtel de Ville                | 44° 50′ 16″ N, 0° 34′ 35″ O | Bordeaux | (T) · (A) · (B)                                               |
|  | • |  | Sainte-Catherine              | 44° 50′ 15″ N, 0° 34′ 24″ O | Bordeaux | (T) · (A)                                                     |
|  | • |  | Place du Palais               | 44° 50′ 17″ N, 0° 34′ 09″ O | Bordeaux | (T) · (A)                                                     |
|  | • |  | Porte de Bourgogne            | 44° 50′ 14″ N, 0° 33′ 59″ O | Bordeaux | • 16 24 ARENA • TransGironde 407                              |
|  | • |  | Saint-Michel                  | 44° 50′ 04″ N, 0° 33′ 48″ O | Bordeaux | (T) · (C) · (D)                                               |
|  | • |  | Sainte-Croix                  | 44° 49′ 55″ N, 0° 33′ 34″ O | Bordeaux | • 1                                                           |
|  | • |  | Tauzia                        | 44° 49′ 45″ N, 0° 33′ 31″ O | Bordeaux | (T) · (C) · (D)                                               |
|  | • |  | Gare Saint-Jean               | 44° 49′ 33″ N, 0° 33′ 24″ O | Bordeaux | • 9 20 31 35 • F41 F42 F43 F44 • TransGironde 601 701 702 710 |
|  | • |  | Belcier                       | 44° 49′ 21″ N, 0° 33′ 08″ O | Bordeaux | (T) · (C) · (D)                                               |
|  | • |  | Carle Vernet                  | 44° 49′ 12″ N, 0° 33′ 01″ O | Bordeaux | • 20 35                                                       |
|  | • |  | Terres Neuves                 | 44° 48′ 55″ N, 0° 33′ 03″ O | Bègles   | • 20 86                                                       |
|  | • |  | La Belle Rose                 | 44° 48′ 40″ N, 0° 33′ 05″ O | Bègles   | (T) · (C)                                                     |
|  | • |  | Stade Musard                  | 44° 48′ 29″ N, 0° 33′ 06″ O | Bègles   | • 73                                                          |
|  | • |  | Calais Centujean              | 44° 48′ 11″ N, 0° 33′ 07″ O | Bègles   | (T) · (C)                                                     |
|  | ■ |  | Gare de Bègles                | 44° 47′ 54″ N, 0° 33′ 07″ O | Bègles   | • 15 23 35 • F44                                              |

## Exploitation de la ligne

### Matériel roulant
Les tramways utilisés sur la ligne F seront des Citadis 402 d'Alstom, complétés en heures de pointe par des Citadis 302, comme sur les autres lignes de tramway de Transports Bordeaux Métropole.

### Tarification et financement
La tarification de la ligne sera identique à celles des autres lignes de tramway de Transports Bordeaux Métropole et accessible avec les mêmes abonnements.